# The Big Short
The Big Short is een Amerikaanse biografische film uit 2015 over de aanloop naar de kredietcrisis van 2007, geschreven en geregisseerd door Adam McKay en gebaseerd op het gelijknamig boek van Michael Lewis. Het is een mozaïekfilm over verschillende personen uit de Amerikaanse bankwereld die de kredietcrisis hebben zien aankomen en hierop geanticipeerd hebben door te speculeren op de verwachte stagnerende huizenmarkt en de kredietzeepbel die barstte. De verhalen zijn echt gebeurd maar wel aangepast, gedramatiseerd en komischer gemaakt. Het thema van de film is de onwetendheid en onwil van de financiële sector om een crisis te zien aankomen terwijl de tekens er wel zijn en over hoe enkelen met een realistische blik rijk zijn geworden. De film ging in première op 12 november op het AFI Fest.

## Verhaal
De film heeft drie onafhankelijke waargebeurde verhaallijnen, die elk een bepaald aspect van de op handen zijnde crisis accentueren.

### Michael Burry
Michael Burry was de manager van een hedgefonds waarbij hij grote vrijheid had om naar eigen inzicht te beleggen. Hij ziet op een gegeven moment dat de grote hoeveelheid verpakte rommelhypotheken (hypotheken die mensen nooit zullen kunnen afbetalen) moet gaan instorten. Hij benadert een aantal grote banken om een nieuw soort credit default swap te ontwikkelen die hij dan tot verbazing van de banken daadwerkelijk koopt. De banken zien het risico dat ze lopen niet in en zijn graag bereid om het product aan hem te verkopen. Jaar op jaar staan de banken op winst, mede omdat de elkaar beconcurrerende kredietbeoordelaars weigeren de ratings te verlagen. Omdat hij inziet dat de banken zelf ook een groot gevaar lopen wil hij dat de banken hem ook een garantie geven op uitbetaling in het geval van een faillissement van de bank. Nog meer hilariteit bij de tegenpartijen. In de aanloop naar de crisis heeft hij grote moeite om zijn investeerders te blijven overtuigen. Hij verbiedt investeerders om geld terug te vorderen (waar hij toe bevoegd is) en uiteindelijk boekt zijn fonds een winst van $2,69 miljard dollar.

### FrontPoint Partners en Jared Vennett
Jared Vennett (in werkelijkheid Greg Lippmann) is een bankier bij de Deutsche Bank die zaken doet met Michael Burry. Doordat hij bij vergissing naar het hedgefonds Frontpoint Partners belt en hen daarmee op het spoor zet besluit hij met hen samen te gaan werken. Hij legt hen uit dat de Collateralized debt obligation (bundels van hypotheken met verschillende kredietwaardigheid) geen veilige belegging zijn ook al hebben ze een AAA-rating. Het kost tijd om hen te overtuigen en de medewerkers van het fonds gaan op onderzoek uit. Ze bezoeken woonwijken in Florida waar mensen massaal hun huis te koop zetten terwijl de makelaars spreken van een tijdelijke dip, mensen die huizen kopen met geleend geld tegen lage rente die niet beseffen in de problemen te komen als de rente gaat stijgen en de makelaars die de hypotheken verstrekken en daar bonussen mee verdienen. Ze ontdekken belangenverstrengeling bij kredietbeoordelaars en eenmaal op een bijeenkomst van de Securities Industry and Financial Markets Association in Las Vegas komen ze erachter dat de meeste investeerders geen idee hebben van de tijdbom waar ze op zitten. Enkelen zien het wel en hebben zich ingedekt en zijn zelf stilletjes aan het speculeren geslagen. De fondsmanager Mark Baum (in werkelijkheid Steve Eisman) besluit groot in te zetten en na de voorspelde instorting van de markt wacht hij lang, ook gedreven door morele bezwaren, met verkopen waardoor het fonds een winst van één miljard dollar maakt.

### Brownfield Capital
Brownfield Capital is een hedgefonds dat opgezet is door twee vrienden die met eigen kapitaal 30 miljoen winst hebben gemaakt. Zij krijgen toevallig lucht van de op handen zijnde crisis doordat iemand een folder van Vennett heeft laten rondslingeren, bij de zakenbank waar ze op bezoek zijn. Maar de twee jongens komen met hun 30 miljoen niet verder dan de ontvangsthal. Ze zoeken hulp bij een bevriende belegger die reeds met pensioen is, Ben Rickert, en hij helpt hen om een plan op te zetten. Ook zij bezoeken het congres in Las Vegas. Wanneer de markt op instorten staat ontdekken ze dat de kredietbeoordelaars de rating van de belegging hoog houden zodat de banken deze nog kunnen doorverkopen. Ze proberen de pers erbij te halen en hun families te waarschuwen maar niemand gelooft hen. Uiteindelijk stort de markt toch in en verdienen ze tachtig miljoen dollar.

## Rolverdeling
| Acteur           | Personage       |
| ---------------- | --------------- |
| Christian Bale   | Michael Burry   |
| Steve Carell     | Mark Baum       |
| Ryan Gosling     | Jared Vennett   |
| Brad Pitt        | Ben Rickert     |
| Karen Gillan     | Evie            |
| Melissa Leo      | Georgia Hale    |
| Marisa Tomei     | Cynthia Baum    |
| Tracy Letts      | Lawrence Fields |
| Hamish Linklater | Porter Collins  |
| John Magaro      | Charlie Geller  |
| Stanley Wong     | Ted Jiang       |
| Byron Mann       | Wing Chau       |
| Rafe Spall       | Danny Moses     |
| Jeremy Strong    | Vinny Daniel    |
| Finn Wittrock    | Jamie Shipley   |
| Max Greenfield   |                 |

De film staat bekend om de onconventionele manier die wordt gebruikt om financiële termen en technieken te verklaren. De film bevat onder andere cameo's van actrice Margot Robbie, chef-kok Anthony Bourdain, econoom Richard Thaler en singer-songwriter Selena Gomez, die de vierde wand doorbreken om concepten als subprime-hypotheken en onderpandschuldenverplichtingen te verklaren. Verschillende personages in de film richten zich rechtstreeks tot het publiek, meestal het personage van Ryan Gosling, die de film begeleidt als verteller.

## Prijzen en nominaties
De belangrijkste
| Jaar | Prijs                            | Categorie                   | Genomineerde(n)                           | Uitslag     |
| ---- | -------------------------------- | --------------------------- | ----------------------------------------- | ----------- |
| 2016 | Satellite Award                  | Beste film                  | Beste film                                | Genomineerd |
| 2016 | Satellite Award                  | Beste acteur in een bijrol  | Christian Bale                            | Gewonnen    |
| 2016 | Producers Guild of America Award | Beste film                  | Dede Gardner, Jeremy Kleiner en Brad Pitt | Gewonnen    |
| 2016 | Academy Award                    | Beste film                  | Beste film                                | Genomineerd |
| 2016 | Academy Award                    | Beste regisseur             | Adam McKay                                | Genomineerd |
| 2016 | Academy Award                    | Beste mannelijke bijrol     | Christian Bale                            | Genomineerd |
| 2016 | Academy Award                    | Beste bewerkt scenario      | Adam McKay en Charles Randolph            | Gewonnen    |
| 2016 | Academy Award                    | Beste montage               | Hank Corwin                               | Genomineerd |
| 2016 | Critics' Choice Award            | Beste bewerkte scenario     | Adam McKay en Charles Randolph            | Gewonnen    |
| 2016 | Critics' Choice Award            | Beste komedie               | Beste komedie                             | Gewonnen    |
| 2016 | Critics' Choice Award            | Beste acteur in een komedie | Christian Bale                            | Gewonnen    |

## Productie
In 2013 verkreeg Paramount Pictures de filmrechten voor het boek "The Big Short: Inside The Doomsday Machine" uit 2010 van Michael Lewis, met Brad Pitt's "Plan B Entertainment" als filmproducent. Het filmen begon op 18 maart 2015 in New Orleans. De film ontving overwegend positieve kritieken van de filmcritici.